# 배형진
배형진은 대한민국의 지적장애가 있는 자폐성 장애인이자 마라토너이다. 2001년 자폐를 딛고 춘천마라톤을 완주하였으며, 2002년 8월에는 비장애인을 통틀어서도 대한민국에서 최연소로 철인3종경기를 완주했다. 그의 이야기는 영화 말아톤으로 제작되었다.